# أتاناس كيروف
أتاناس كيروف (بالبلغارية: Атанас Киров)‏ هو رباع بلغاري، ولد في 24 سبتمبر 1946 في بورغاس في بلغاريا، وتوفي في 27 يناير 2017 في صوفيا في بلغاريا بسبب نوبة قلبية.

## وصلات خارجية
- أتاناس كيروف على موقع أوليمبيديا (الإنجليزية)